# Farkas Béla (festő)
Farkas Béla (Fiume, 1894. február 24. – Palics, 1941. október 13.) magyar festő.  

## Élete és munkássága
Művészeti tanulmányait Nagybányán, Budapesten, Bécsben és Berlinben végezte, majd 1913-1915 között a kecskeméti művésztelepen dolgozott. Az első világháború után Szabadkán telepedett le, majd Újvidékre költözött. 1923-ban részt vett a Vajdasági Képzőművészek Egyesületének megalapításában, többek között Baranyi Károly szobrásszal együtt.
A kései szecesszió dekoratív vonulatához tartozott. Az első világháború után, a gazdasági válság idején készült képei a szecesszió életérzését sugározzák, egy időtlen tájba, világba való vágyódást. 
Művészetéből nem tudott megélni, zenetanár édesanyja tartotta el. 1941-ben, egy esztendővel édesanyja halála után öngyilkos lett.

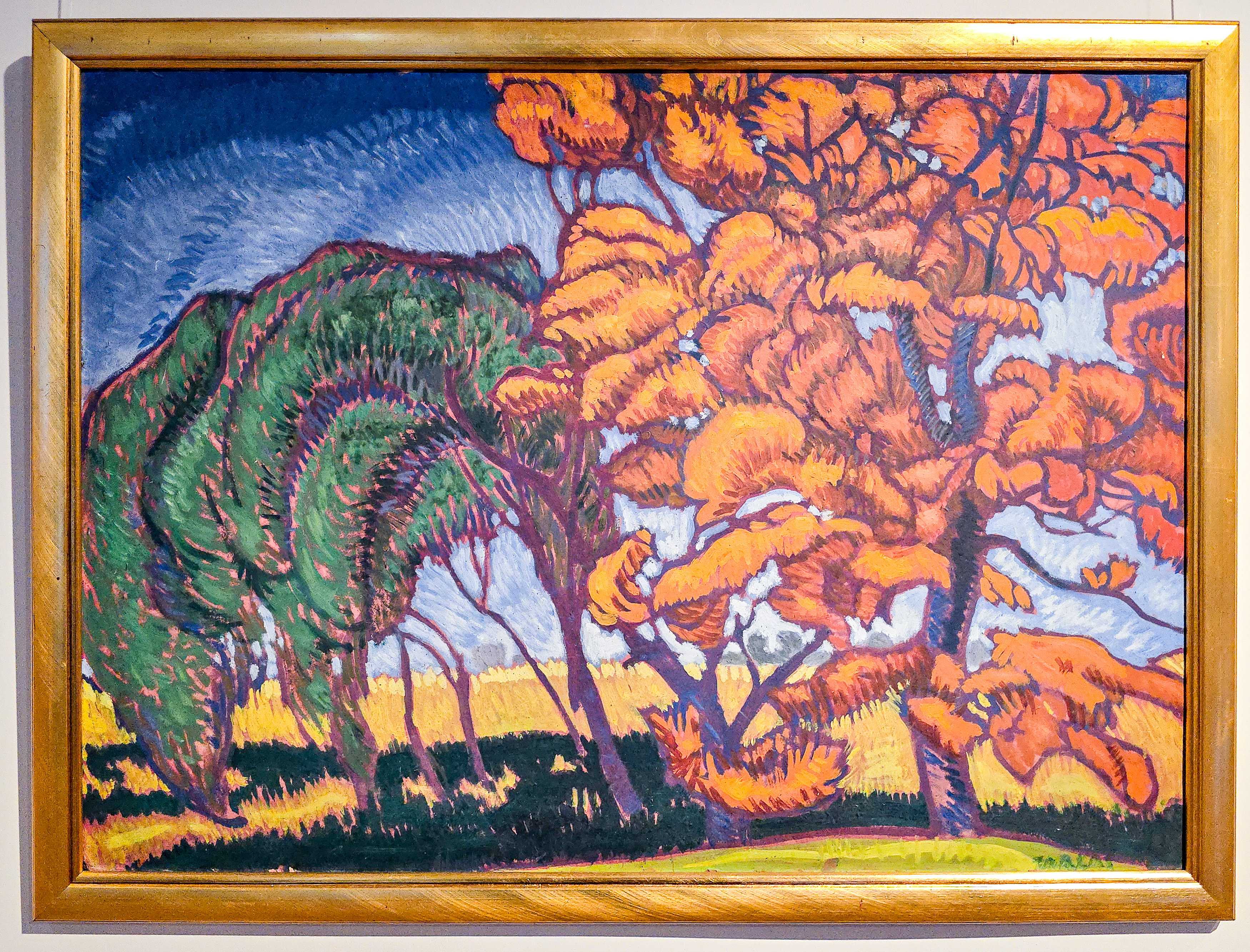
Ősz című festménye (1913) a Kecskeméti Katona József Múzeumban